# Тайбэйская история
Тайбэйская история (кит. трад. 青梅竹馬, упр. 青梅竹马, палл. Цин мэй чжу ма) — драматический фильм тайваньского режиссёра Эдварда Яна, снятый в 1985 году. В фильме играет друг Эдварда, режиссёр Хоу Сяосянь и певица Цай Цинь, впоследствии будущая жена Эдварда. Один из первых фильмов Нового тайваньского кино.

## Сюжет
Лун, текстильный бизнесмен, в юности яркий бейсболист переживает период отчуждения. После того как его девушка Чжэнь теряет работу в компьютерной фирме, их отношения начинают разрушаться. Их разрыв показан как часть большого кризиса взаимоотношений трёх поколений, происходившего во время экономического бума на Тайване.

## В ролях
- Цай Цинь[англ.] — Шу Чжэнь
- Хоу Сяосянь — Лун
- У Няньчжэнь — Чэн
- Сиу-Линг Линь — Линг
- Кэ Ичжэн — Г-Ке
- Кэ Суюнь — А-Гван
- У Пинь Нань — отец Чэна
- Мэй Фан — мать Чэна
- Чэнь Шуфан — Мэй
- Ян Ли-Инь — жена Чэна
- Дэнань Лаи — г-н Лай

## Номинации
| Кинопремия                          | Категория                    | Лауреат / претендент | Результат | Источник |
| ----------------------------------- | ---------------------------- | -------------------- | --------- | -------- |
| 22-й кинофестиваль «Золотая лошадь» | «Лучшая мужская роль»        | Хоу Сяосянь          | Номинация | [ 2 ]    |
| 22-й кинофестиваль «Золотая лошадь» | «Лучшая операторская работа» | Ян Вэйхань           | Номинация | [ 2 ]    |